# Kashechewan

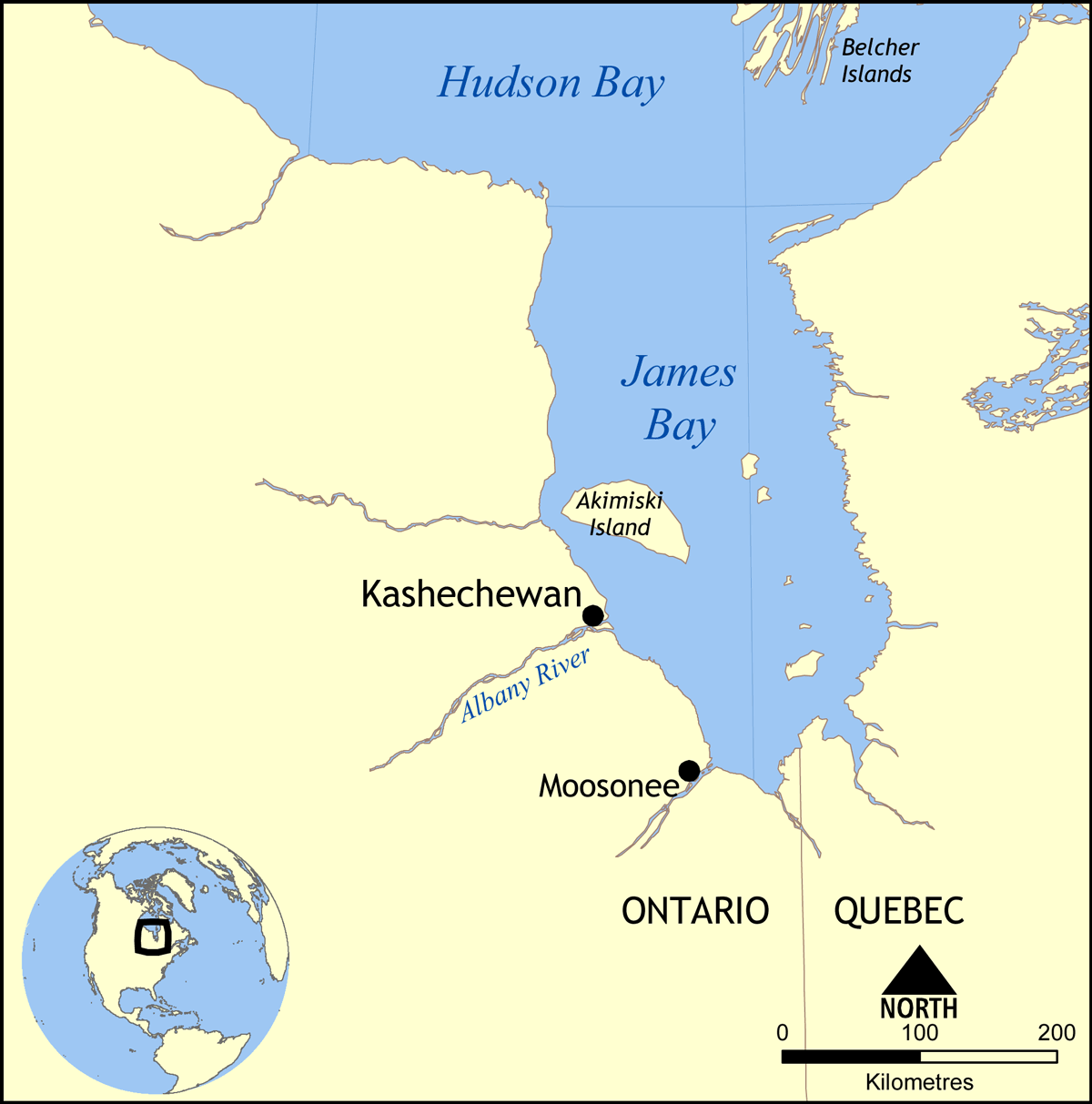
Localisation de Kashechewan en Ontario.

Kashechewan est une Première Nation (au sens de « bande indienne ») isolée du district de Kenora dans le nord de l'Ontario, au Canada, sur la rive nord de la rivière Albany. Ses membres sont d'ethnie crie, plus précisément crie des marécages (en).
La Première Nation partage la réserve de Fort Albany 67 avec la Première Nation d'Albany.
Elle fait partie du conseil tribal Mushkegowuk (en) et de l'organisation politique Nishnawbe Aski Nation. 

## Histoire
La bande de Kashechewan est constituée officiellement en 1977, au sens de la Loi sur les Indiens, à partir d'un détachement de certaines familles anglicanes faisant partie de la Première Nation d'Albany qui résident au sud de la rivière Albany qui partent s'établir au nord de celle-ci entre 1958 et 1961. 
En 2003, un rapport de la Ontario Clean Water Agency (en) décrit la situation à Kashechewan comme une imminente répétition de la tragédie de Walkerton. La « tragédie de Walkerton » est une épidémie d'E. coli causée par l'eau contaminée à Walkerton, qui a causé plusieurs morts et maladies en mai 2000. 
En mai 2014, près de 700 résidents sont évacués à Thunder Bay ou à Greenstone en raison de la crue de la rivière Albany ayant provoqué d'importantes inondations et forcé la communauté à déclarer l'état d'urgence.

## Transports

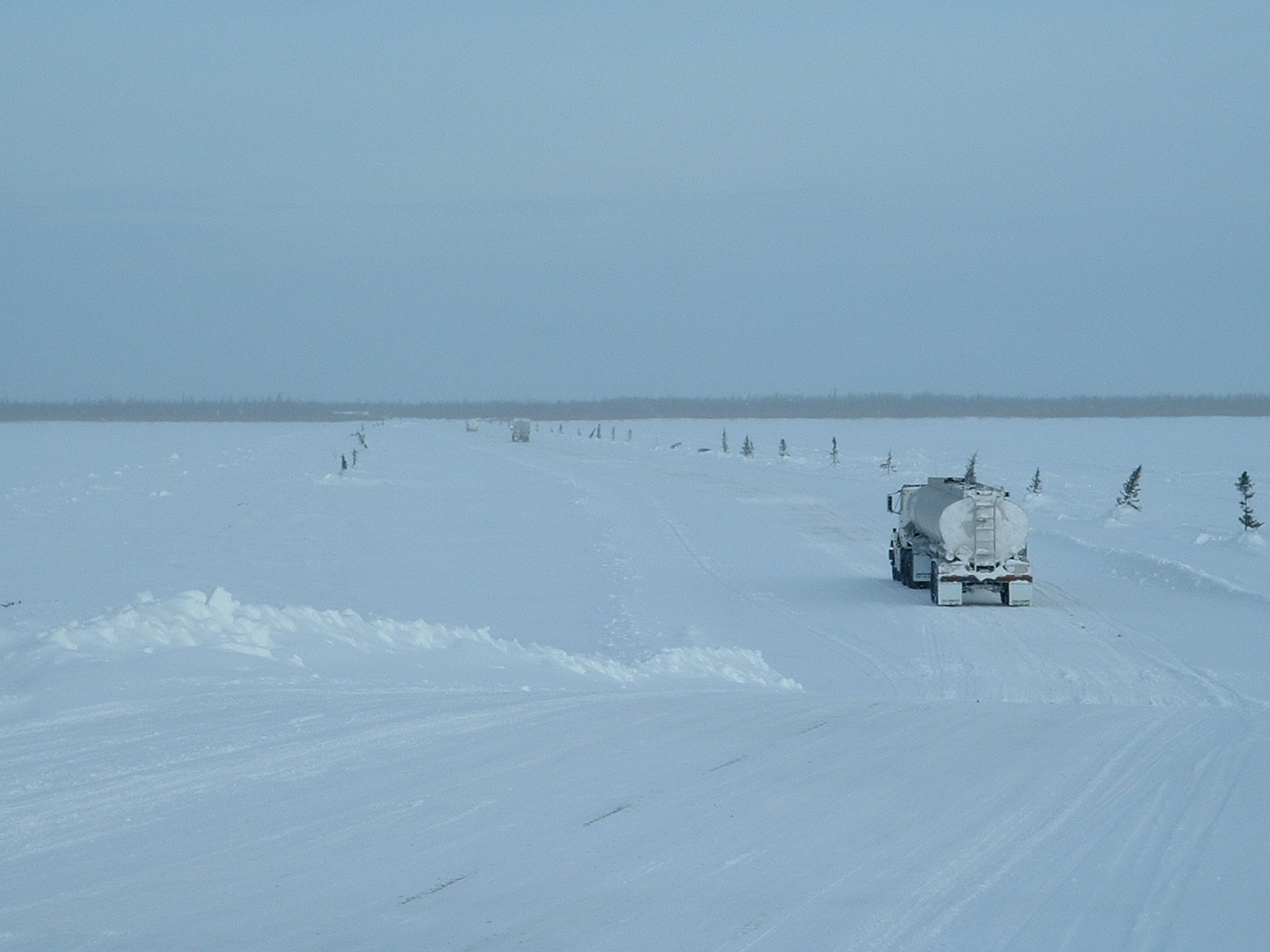
Traversée de la rivière Albany via la route de glace, connectée à la route d'hiver de la Baie James.

Kashechewan est accessible via l'aéroport Kashechewan à l'année longue. La route d'hiver de la baie James (environ de janvier à avril) relie les communautés de la côte de la baie : Attawapiskat, Kashechewan, Fort Albany, Moosonee et Moose Factory. À partir de Moosonee, la ligne de chemin de fer Ontario Northland lie la communauté à Cochrane, puis des lignes d'autobus mènent vers Toronto et le sud de l'Ontario.